# Annie Macaulay-Idibia

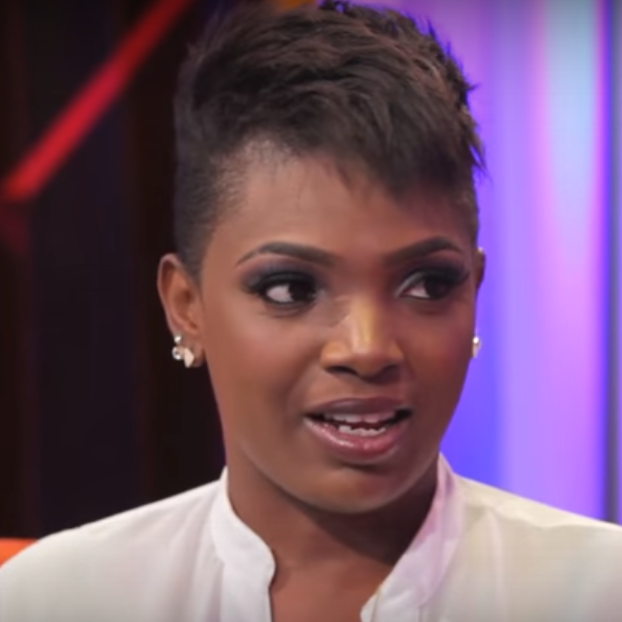

Annie Macaulay-Idibia (sinh ngày 13 tháng 11 năm 1984) là tên của một người mẫu, người dẫn chương trình và còn là một diễn viên người Nigeria.

## Lí lịch
Bà sinh ra ở thành phố Ibadan, bang Oyo, nhưng mà gốc của bà là ở thành phố Eket, bang Akwa Ibom. Sau đó, cha mẹ bà li hôn và bà theo mẹ chuyển đến bang Lagos sinh sống. Khi hoàn thành xong bậc giáo dục tiểc học và trung học, bà vào trường đại học bang Lagos (LASU) và tốt nghiệp với bằng khoa học máy tính. Tiếp đến bà vào trường đại học Lagos (Unilag) rồi tốt nghiệp với bằng nghệ thuật sân khấu.

## Sự nghiệp
Trước khi bắt đầu sự nghiệp diễn xuất, Annie Macaulay-Idibia tham gia cuộc thi "Nữ hoàng của những hoa hậu các nước" (tiếng Anh: Queen of All Nations Beauty Pageant) và đạt giải Á hậu. Ngoài ra, bà còn xuất hiện trong một video âm nhạc của 2face Idibia (tên thật của ca sĩ này là Innocent Ujah Idibia) tên là "Africa Queen".
Bà bắt đầu nổi tiếng khi đóng vai trong 2 bộ phim Nollywood (nền công nghiệp điện ảnh của Nigeria) tên là Pleasure and Crime và Blackberry Babes.

## Phim ảnh
Dưới đây là những bộ phim mà bà góp mặt đã qua chọn lọc:
- First Family
- Pleasure and Crime
- White Chapel
- Blackberry Babes
- Return of Blackberry Babes
- Estate Runs
- Unconditional[4]
- Obiageli The Sex Machine
- Morning After Dark
- Beautiful Moster

## Đời tư
Ngày 2 tháng 5 năm 2012, bà và Innocent Ujah Idibia kết hôn với nhau tại bang Lagos và tổ chức một lễ cuới riêng tư.
Ngày 8 tháng 3 năm 2013, hai người tổ chức một lễ cưới theo truyền thống ở thành phố Eket, bang Akwa Ibom.
Ngày 23 tháng 3 năm 2013, cả hai tổ chức đám cưới theo kiểu phương Tây tại Dubai.
Bà và ông Innocent Ujah Idibia có 2 người con với nhau. Ngoài ra, bà còn có một cửa tiệm chuyên chăm sóc sắc đẹp ở thành phố Atlanta, Mỹ tên là "BeOlive Hair Studio".